# Prosthecium appendiculatum
Prosthecium appendiculatum är en svampart som tillhör divisionen sporsäcksvampar, och som först beskrevs av Gustav Heinrich Otth, och fick sitt nu gällande namn av Margaret E. Barr. Prosthecium appendiculatum ingår i släktet Prosthecium, och familjen Melanconidaceae. Arten är reproducerande i Sverige.